# 松山古墳 (高取町)
松山古墳（まつやまこふん）または呑谷古墳（のみだにこふん/のんたにこふん）は、奈良県高市郡高取町松山にある古墳。形状は円墳。史跡指定はされていない。

## 概要
奈良盆地南縁、竜門山塊北麓の小独立丘陵上の南斜面（標高140メートル付近）に山寄せで築造された小円墳である。1899年（明治32年）に発見・発掘され、多数の副葬品が出土している。これまでに発掘調査は実施されていない。
墳形は円形で、直径10メートル・高さ3メートルを測る。埋葬施設は切石の横口式石槨と推定され、内部に木棺が据えられたと見られる。明治期の発掘では、海獣葡萄鏡・銀象嵌鉄鏡・棺金具・鉄釘などが出土している。特に海獣葡萄鏡の古墳からの出土は珍しく、鉄鏡も全国で出土例が乏しく非常に珍しい品として注目される。
築造時期は、古墳時代終末期の7世紀末頃と推定される。被葬者は明らかでないが、高松塚古墳・束明神古墳・マルコ山古墳などとともに天武天皇朝に関わる人物と推測される。一般に終末期古墳は副葬品が少なく盗掘例も多いが、本古墳では優れた副葬品の内容が判明する点で重要視される古墳になる。
現在では、出土品の大半は東京国立博物館で保管されている。

## 遺跡歴
- 1899年（明治32年）、植林のための開梱中に石室の発見・発掘。副葬品出土（出土品の大半を帝室博物館に移送）[4][1]。
- 1906年（明治39年）、高橋健自による簡易報告[1]。
- 1923年（大正12年）、梅原末治による総括的報告[1]。

## 出土品

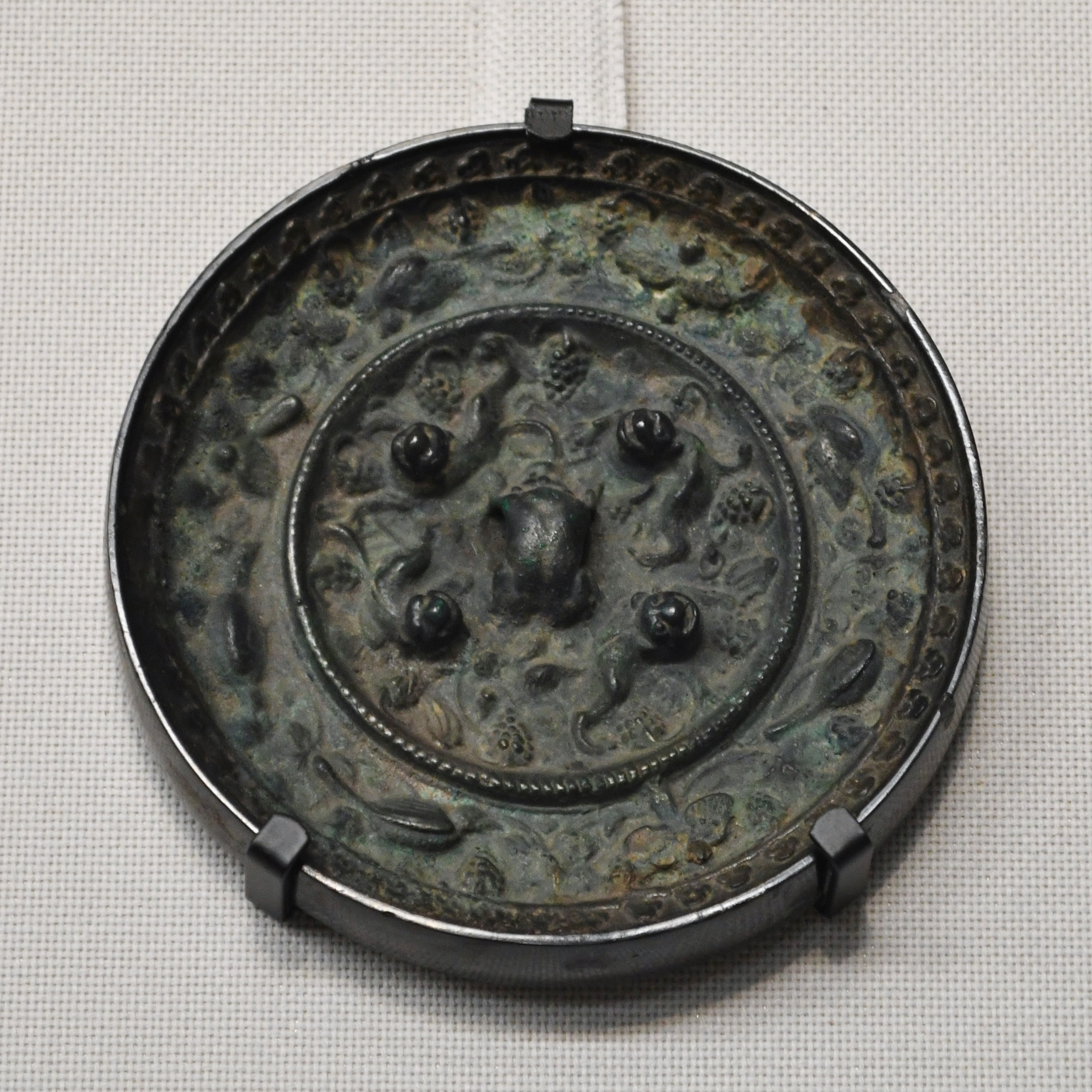
海獣葡萄鏡東京国立博物館展示（他画像も同様）。

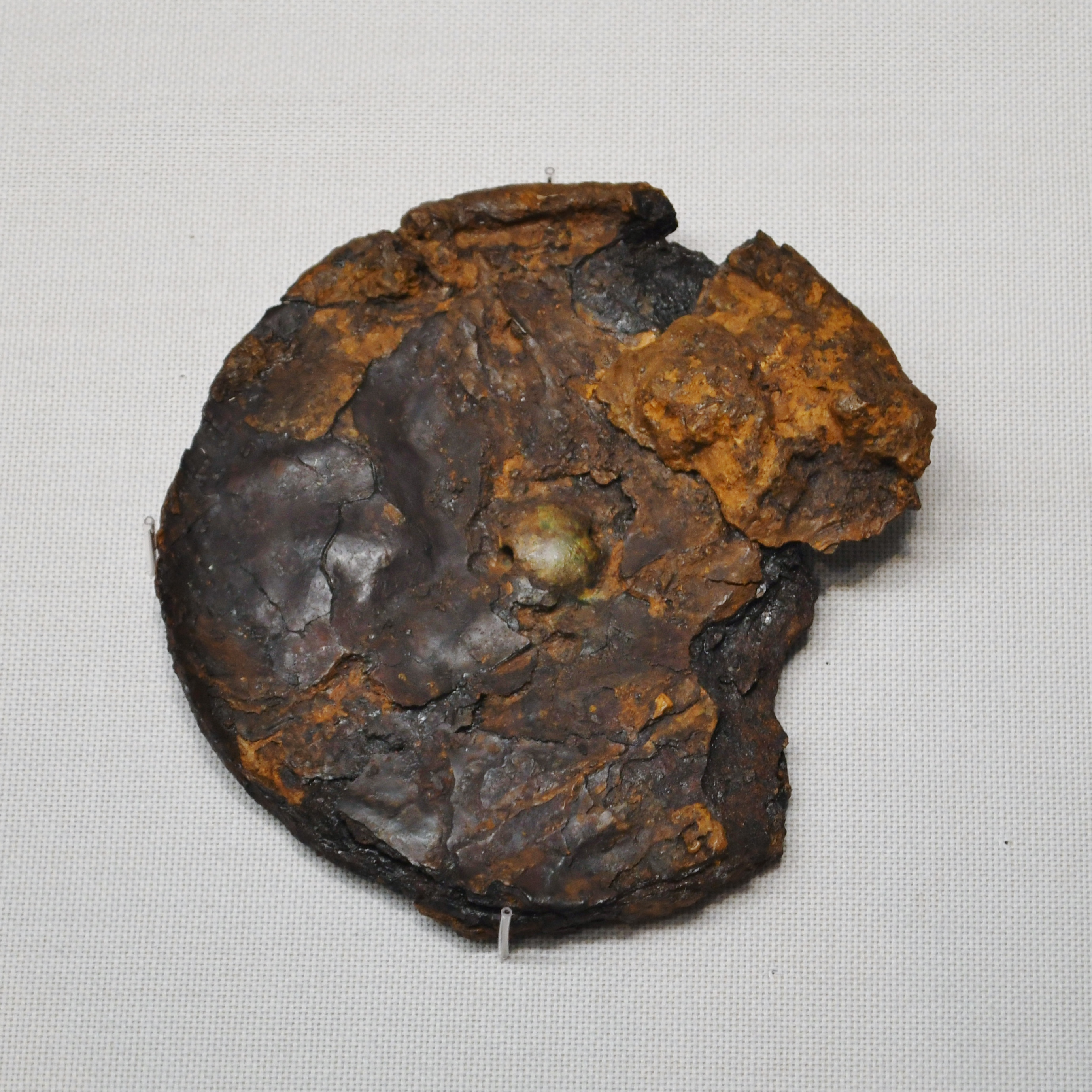
鉄鏡

明治期の発掘で出土した副葬品のうち、東京国立博物館所蔵品は次の通り。
- 海獣葡萄鏡 1面
白銅製で、直径9.8メートル。鏡背面は、伏獣形の鈕の周囲に、狻猊様の四獣と葡萄唐草を配する。外区には八禽・葡萄唐草文が巡り、外縁には雲文の帯が廻る[1]。
学史的に著名な鏡で、濱田耕作が学会に紹介したのち、喜田貞吉が漢鏡説を挙げ、高橋健自の唐鏡説との間で海獣葡萄鏡論争が起こっている[1]。同型鏡として、三重県度会郡大紀町錦のユルベ浜での採集鏡がある[1]。
- 銀象嵌鉄鏡 1面
鉄製、鍛造。大正期までは完形であったが、現在は3片に分かれ、大形片は直径12.7センチメートルを測る。鏡背面は、金銅製鈕の周囲に銀象嵌で文様が施される。文様は、内区では三葉パルメット文、外縁付近では内向連弧文である[1]。
鉄鏡は大陸で漢代から製作されるが、日本列島では百舌鳥大塚山古墳・ダンワラ古墳・一の宮神社古墳・伝崇福寺跡塔心礎・正倉院などと数が少なく珍しい品になる[1]。
- 金銅製八花形座金具・鐶 8個
棺金具。座金具は、直径約6センチメートル・厚さ約2ミリメートルの円板の周囲を八花形に面取り、中央に方孔を穿つ。鐶は、直径約1センチメートルの鐶棒を曲げて直径約6センチメートルの円形とし、足金物で固定する[1]。
- 銀装鉄鋲（鉄釘） 54本
棺釘。頭部径1.3-1.45センチメートル、全長約5.5センチメートル。丸い笠形の頭部表面に銀板を貼る[1]。

その他に「柄の金巻の刀」や管玉・陶質土器が出土したというが、詳らかでない。

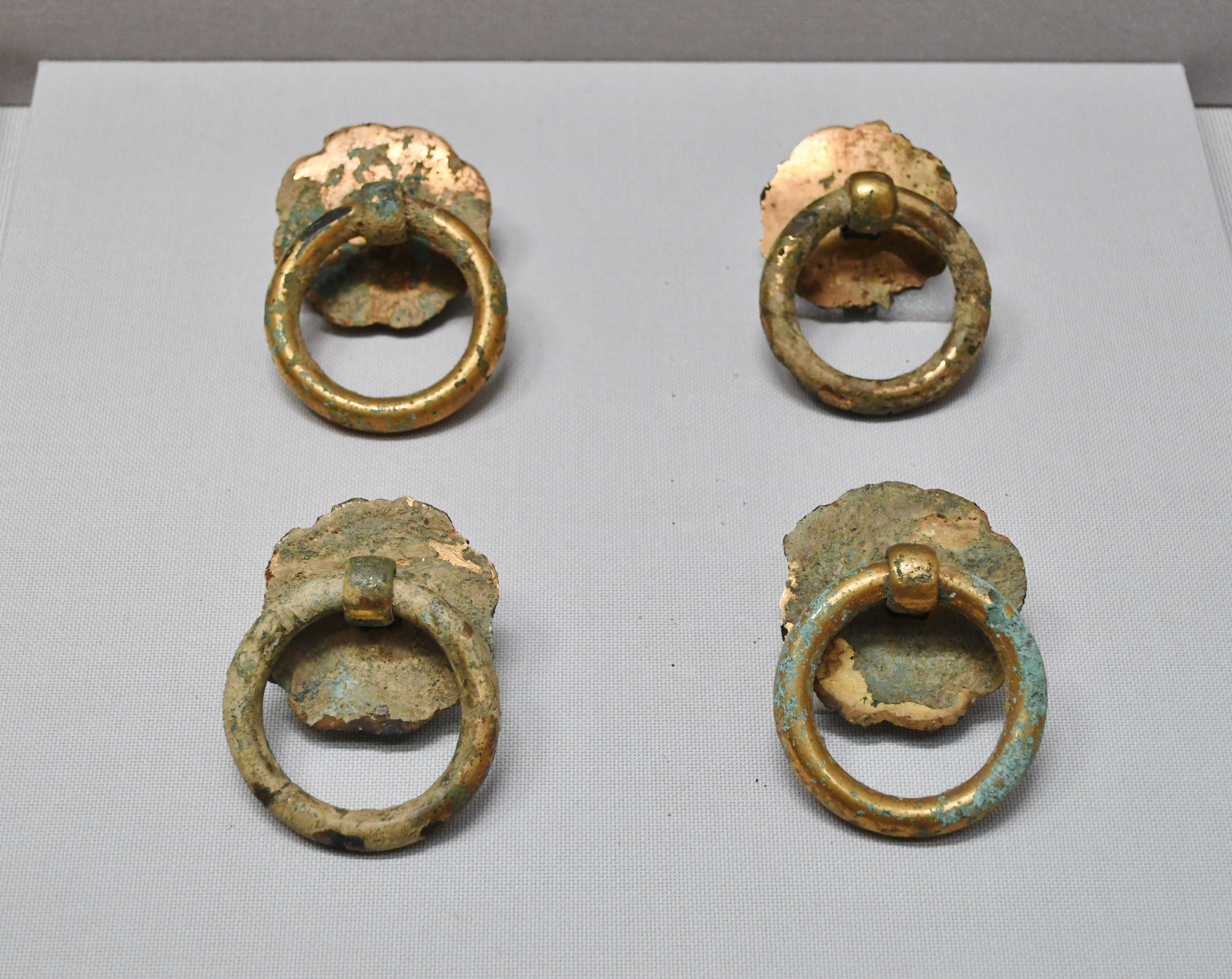
金銅製環・座金具
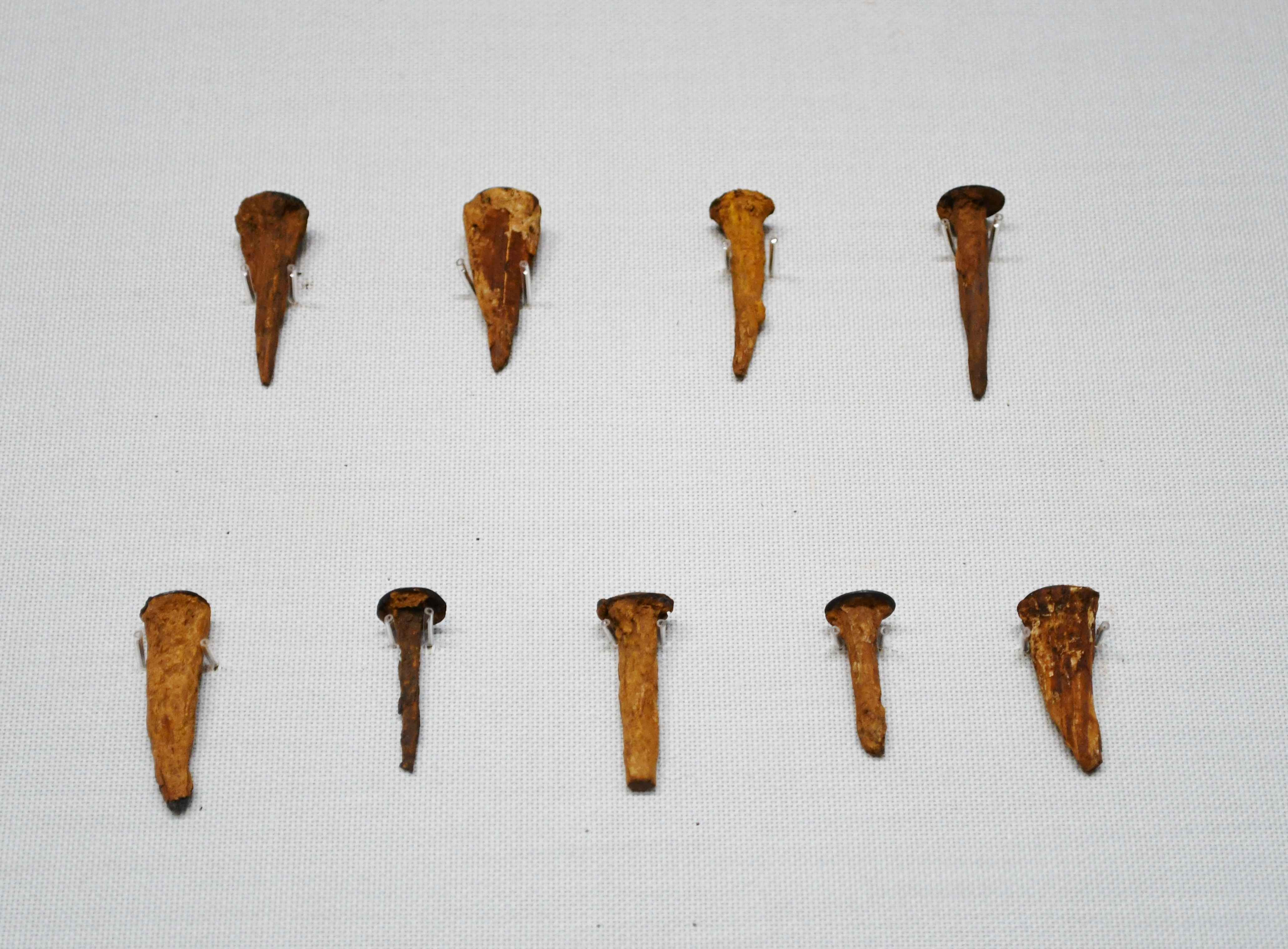
銀装鉄鋲

## 関連施設
- 東京国立博物館（東京都台東区） - 松山古墳の出土品を保管。

## 関連文献
（記事執筆に使用していない関連文献）
- 濱田耕作「海獣葡萄鏡に就いて」『考古界』第3巻第9号、考古学会、1904年。
- 高橋健自「古墳より發見せられたる鐶及び鐶座」『考古界』第5巻第11号、考古学会、1906年。
- 梅原末治「大和国高市郡松山の葡萄鏡出土の古墳」『歴史と地理』第11巻第2号、史学地理学同攷会、1923年。
- 本村豪章「大和・高取町松山古墳出土の鉄鏡について」『Museum』第340号、東京国立博物館、1979年、17-27頁。
- 『飛鳥時代の古墳（飛鳥資料館図録 第6冊）』奈良国立文化財研究所飛鳥資料館、1979年。